# Shifty Adventures in Nookie Wood
Shifty Adventures in Nookie Wood je studiové album velšského hudebníka Johna Calea z roku 2012; v pořadí patnácté, které vyšlo výhradně pod jeho jménem. Jde o jeho první řadové album po sedmi letech; poslední s názvem Black Acetate vyšlo v září 2005. Předchozí dvě studiová alba, tedy HoboSapiens (2003) a Black Acetate vyšla u velkého vydavatelství, konkrétně EMI Records. Toto album vyšlo u nezávislé společnosti Double Six Records spadající pod Domino Records. S výjimkou jedné skladby je autorem, aranžérem i producentem všech ostatních sám Cale. Obsahuje dvanáct různorodých skladeb, sám Cale album popsal jako „směs chaosu a krásy“. Ve skladbách jsou slyšet prvky hip hopu, synthpopu i post-punku. Inspirací mu byli například Snoop Dogg, Chingo Bling nebo Erykah Badu.
Nápady na nové skladby Cale shromažďoval přibližně tři roky před vydáním tohoto alba. Vzniklo jich kolem třiceti, z toho pak vybral dvanáct, které vyšly na finální verzi alba a dvě bonusové. Na rozdíl od svých předchozích alb skladby neskládal s kytarou či klavírem, ale začíná s elektronickými technologiemi. Skládal tak, že nejprve vytvořil rytmus a až poté přišel se zbytkem písně. Od předchozího alba uplynulo sedm let, Cale řekl, že na další se již tak dlouho čekat nebude. Následující desku nazvanou M:FANS hudebník vydal v lednu 2016. Ta však neobsahuje nově napsané písně, ale nové verze starších skladeb.

## Před vydáním
Cale chtěl nové album vydat již v roce 2008, avšak nestalo se tak. V září 2011 vyšlo EP s názvem Extra Playful, s jehož vydáním Cale oznámil, že na následující rok připravuje nové studiové album. Jeho vydání bylo předběžně oznámeno na jaro 2012, později se však přesunulo na podzim a až počátkem června 2012 bylo oznámeno, že album vyjde 1. října 2012. Ve stejné době rovněž Cale oznámil seznam skladeb a název alba. Obal alba byl představen počátkem srpna 2012, jeho autorem je Rob Carmichael a studio Seen. Autorem fotografií je Andy Romanoff.

## Vydání
Album vyšlo ve třech verzích, jako CD, vinylová 2LP deska a jako digitální download (buď ve formátu MP3 (320 kbit/s), nebo jako WAV (16-bit/44.1kHz)). Stejně jako u předchozího EP i toto album vyšlo pod známkou Double Six Records. Album poprvé vyšlo 28. září 2012 v Německu a Nizozemsku; termín 1. října platil pro evropské vydání. Ve Spojených státech amerických vyšlo v elektronické verzi 2. října a na LP a CD až 9. října. Pro ty, kteří si album v LP verzi zakoupili u nezávislého prodejce nebo u Domino Records, byl k albu přidán ještě jeden bonusový 7" singl. Obsahoval vždy jednu skladbu, a to buď „Hatred“, „Cry“ nebo „Bluetooth Swings Redux“.

### Singly
První singl z alba obsahoval skladbu „I Wanna Talk 2 U“ a vyšel 6. července 2012 pouze v elektronické formě. Dne 29. srpna stejného roku vyšel v elektronické podobě singl „Face to the Sky“ na jehož B-straně byla upravená verze skladby „Living with You (Organic Mix)“. Na vinylové SP desce desce vyšel 7. září. Skladba, která vyšla na B-straně druhého singlu vyšla o několik měsíců později, již po vydání alba, dne 25. února 2013. Singl vyšel pouze v digitální podobě a mimo organického mixu vydaného na B-straně předchozího singlu obsahoval i standardní verzí skladby „Living with You“ vydané na albu to vše doplněné o remix od Laurel Halo.
V srpnu 2013 Cale vydal singl, který obsahoval skladbu „Sandman (Flying Dutchman)“ z tohoto alba na straně B, přičemž na straně A byla nová skladba „All Summer Long“. Cale o ní řekl, že se kvůli své optimistické letní náladě nehodila na toto klaustrofobické album a proto ji vydal právě až v létě 2013.

## Skladby
Album otevírá skladba „I Wanna Talk 2 U“ (vzniklý zkrácením „I Wanna Talk to You“) s funkovým podkladem. Jde o jedinou skladbu, kterou nesložil sám Cale. Autorem jejího textu je sice Cale, ale hudbu k ní složil spolu s Dangerem Mousem, který je rovněž jejím spoluproducentem. Právě tato skladba vyšla jako první singl k albu 6. července 2012 pouze jako digitální download. V době vydání prvního singlu bylo rovněž zveřejněno promo video „Welcome to Nookie Wood“, obsahující ukázky několika textů. Ke konci videa je krátká ukázka skladby „I Wanna Talk 2 U“. „I Wanna Talk 2 U“ je jedinou skladbou z alba, která byla nahrána ve studiu Mondo Studio v kalifornském Los Angeles. Ostatní skladby byly nahrány v A. R. M. Studio v tomtéž městě.
Druhá skladba se jmenuje „Scotland Yard“ a jde o jedinou skladbu na albu, ve které hraje na baskytaru Erik Sanko. Sestavu zde doplňuje zpívající Cale, který rovněž hraje na varhany, na elektrickou kytaru Dustin Boyer a Michael Jerome Moore na bicí. Třetí skladba má název „Hemingway“ a je laděná ve funkovém stylu. Její text pojednává o spisovateli Ernestu Hemingwayovi; o tom, jak se mění jeho tvář když je v Guernice a v Havaně. Doprovodné vokály zde zpívá Caleova dcera Eden. Skladba „Hemingway“ zakončuje první stranu první desky v LP verzi alba. V závěru skladby Cale buší do klavíru a na úplný závěr křičí.
Druhou stranu první desky otevírá skladba „Face to the Sky“, ve které je Caleův hlas zkreslen vokodérem. Ke skladbě „Face to the Sky“ byl natočen i videoklip režírovaný Tomem Scholefieldem. Vedle samotného Calea v něm vystupuje tanečnice Freya Jeffs. Následuje skladba, která dala název polovině alba – „Nookie Wood“. Na jejím začátku je slyšet hlas vietnamské dívky. Cale řekl, že mu skladba připomíná atmosféru filmu Blade Runner. Po ní pak přichází „December Rains“, která zakončuje druhou stranu prvního disku. Cale v různých rozhovorech řekl, že píseň pojednává „o tom, jak mi leze na nervy Google“.
Třetí stranu LP otevírá balada s názvem „Mary“ pojednávající o šikaně gay studentů a po ní přichází „Vampire Cafe“ začínající experimentem na violu; v částech písně zní také akordeon. Inspirací pro basovou linku v této skladbě byl pro Calea starý upíří film. V částech následující skladby „Mothra“ byl opět použit vokodér a nejvýraznějším nástrojem jsou zde bicí. „Mothra“ je fiktivní japonské motýlí monstrum. Desátá skladba v celkovém pořadí (a první na druhé straně druhého LP) již dříve vyšla v upravené verzi jako B-strana singlu „Face to the Sky“. Předposlední skladbou celého alba je „Midnight Feast“, v jejímž textu je mimo jiné zmíněna písničkářka Joni Mitchell. Skladba je postavená na bubnech a na silné basové lince. Poslední skladbou na albu je „Sandman (Flying Dutchman)“, ve které je opět slyšet viola, ale i různé jiné zvuky. Skladba vyšla i na B-straně nealbového singlu „All Summer Long“ v srpnu 2013.
Speciální verze alba byla doplněna vždy o jednu skladbu. Na různých verzích se celkem vyskytovaly tři skladby. První možností byla skladba nazvaná „Bluetooth Swings Redux“. Jde o remix skladby „Bluetooth Swings“ vydané na speciální verzi EP Extra Playful. Alternativní možností byla „Hatred“, která dříve nikdy nevyšla. V prosinci 2012 byla poskytnuta zdarma přes web SoundCloud. Skladbu „Cry“ Cale již od března 2012 hrál při svých koncertech.

## Podpora alba
9. října 2012 vystoupil Cale v pořadu Later... with Jools Holland, kde představil skladby „I Wanna Talk 2 U“ a „Scotland Yard“ doplněné o starší skladbu „Guts“. Již v srpnu 2012 Cale vystoupil v českém Trutnově, zde však žádnou skladbu z nového alba nepředstavil. První skladbou, která byla představena na koncertě ještě v srpnu, byla úvodní „I Wanna Talk 2 U“. Další byly představeny 21. září v Chicagu skladby „December Rains“ a „Face to the Sky“. Od října do svých koncertních setlistů mimo zmíněné zařazoval ještě skladby „Scotland Yard“ a „Nookie Wood“. Při turné v roce 2013 pak přidal ještě „Living with You“. Ostatní skladby z tohoto alba při koncertech nehraje.
V prosinci 2012 odehrál několik koncertů z tohoto turné s písničkářem Cassem McCombsem. Dne 10. ledna 2013 představil skladbu „I Wanna Talk 2 U“ a starší skladbu „Venus in Furs“ v pořadu Late Night with Jimmy Fallon. Ve dnech 18. a 19. ledna 2013 dvakrát představil své starší album Paris 1919 v celém svém rozsahu za doprovodu orchestru a jako přídavky zahrál (mimo starších skladeb) i některé z nového alba; šlo o písně „Living with You“, „I Wanna Talk 2 U“ a „December Rains“ za doprovodu orchestru a „Nookie Wood“ již bez něj. Během turné na podporu alba, které se konalo v únoru a březnu 2013, Cale zahrál ve Francii, Belgii, Nizozemsku, Německu a Rakousku. Vedle kytaristy Dustina Boyera a baskytaristy Joey Maramby, kteří hráli i na albu, Calea při turné doprovodil ještě bubeník Alex Thomas, který v jeho skupině vystřídal Michaela Jerome Moorea. Dne 28. února 2013 v rámci turné na podporu tohoto alba vystoupil v klubu Roxy v Praze.

## Seznam skladeb
Autorem všech textů je John Cale; veškerou hudbu složil, aranžoval a produkoval Cale mimo skladbu „I Wanna Talk 2 U“ – tu složil a produkoval spolu s Dangerem Mousem.
| Pořadí         | Název                     | Délka |
| -------------- | ------------------------- | ----- |
| 1.             | I Wanna Talk 2 U          | 3:32  |
| 2.             | Scotland Yard             | 4:59  |
| 3.             | Hemingway                 | 3:58  |
| 4.             | Face to the Sky           | 4:58  |
| 5.             | Nookie Wood               | 4:05  |
| 6.             | December Rains            | 4:41  |
| 7.             | Mary                      | 5:39  |
| 8.             | Vampire Cafe              | 5:47  |
| 9.             | Mothra                    | 3:30  |
| 10.            | Living with You           | 4:03  |
| 11.            | Midnight Feast            | 5:00  |
| 12.            | Sandman (Flying Dutchman) | 3:44  |
| Celková délka: | Celková délka:            | 53:53 |

| Bonusové skladby na 7" desce | Bonusové skladby na 7" desce           | Bonusové skladby na 7" desce |
| Pořadí                       | Název                                  | Délka                        |
| ---------------------------- | -------------------------------------- | ---------------------------- |
| 13.                          | Bluetooth Swings Redux (první možnost) | 5:25                         |

| Pořadí | Název                  | Délka |
| ------ | ---------------------- | ----- |
| 13.    | Hatred (druhá možnost) | 3:58  |

| Pořadí | Název               | Délka |
| ------ | ------------------- | ----- |
| 13.    | Cry (třetí možnost) | 5:33  |

## Obsazení
Hudebníci

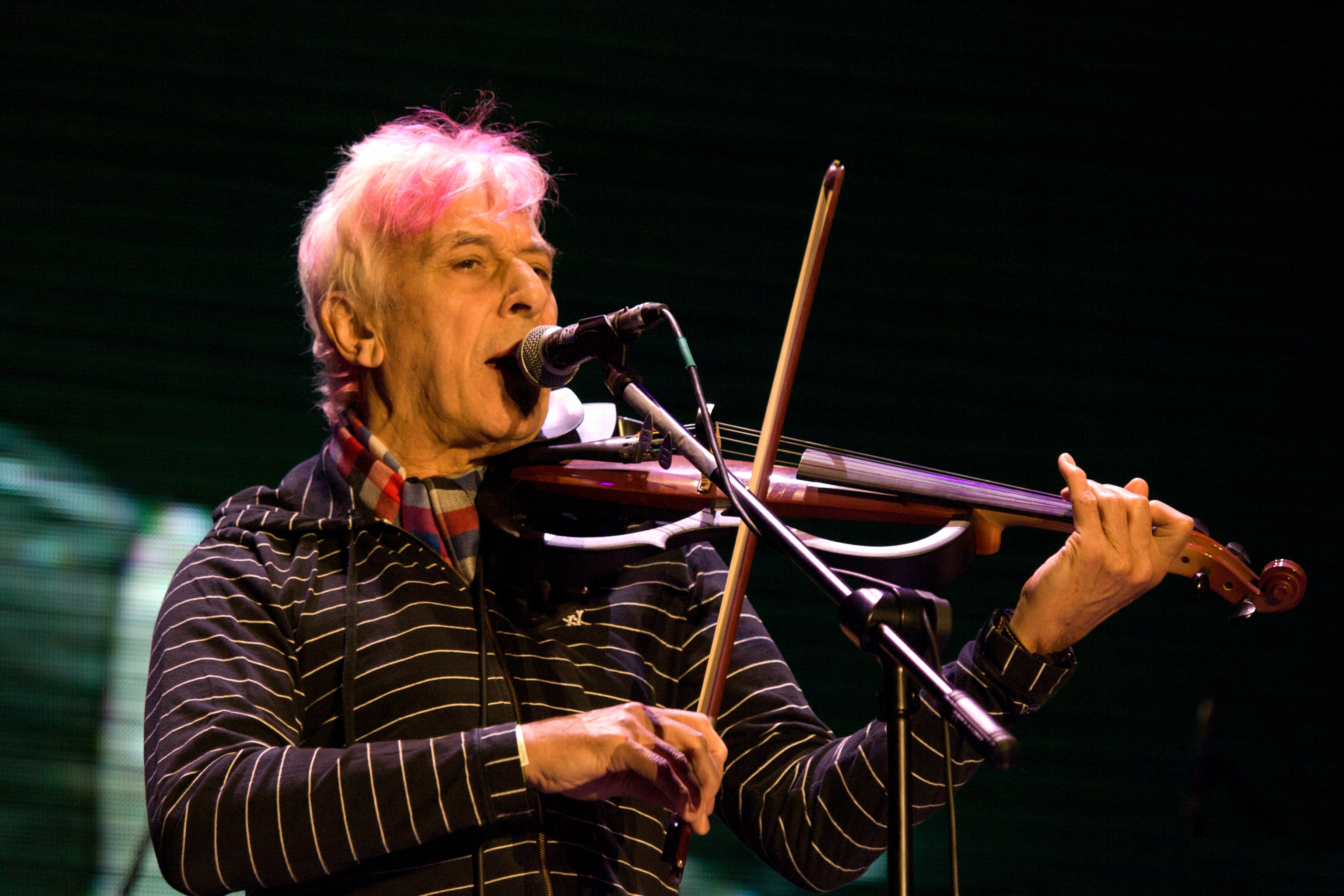
John Cale v roce 2010

- John Cale – zpěv (všechny skladby), klávesy (3, 5, 6, 7, 8, 10, 11), klavír (2, 3, 4), varhany (1, 2), syntezátor (1, 6, 9), akustická kytara (1), elektrická kytara (1, 3, 5, 7, 10, 11, 12), viola (12), elektrická viola (6, 8, 10), baskytara (3, 7, 8, 11), perkuse (1, 3, 4, 8, 10), bicí automat (5, 6, 12), programování bicích (6, 7, 8, 9), hluky (12), aranžmá
- Dustin Boyer – elektrická kytara (1, 2, 3, 4, 5, 7), kytara (10, 12), syntezátor, tambo (3), hluky (3), programovaná kytara (9), hluky (12), doprovodný zpěv
- Michael Jerome Moore – bicí (2, 6, 8, 9, 10, 11), perkuse (8), cajón (4, 8, 10, 11)
- Joey Maramba – baskytara (4, 6)
- Danger Mouse – baskytara (1), syntezátor (1), programované bicí (1)
- Erik Sanko – baskytara (2)[24]
- Eden Caleová – doprovodný zpěv (3)

Bonusové písně
- John Cale – zpěv (všechny tři), bicí automat („Hatred“, „Bluetooth Swings Redux“), kytara („Bluetooth Swings Redux“ a „Cry“), klávesy („Bluetooth Swings Redux“ a „Cry“), elektrická kytara („Hatred“), syntezátor („Hatred“), programování bicích („Bluetooth Swings Redux“), baskytara („Cry“)
- Dustin Boyer – kytara (všechny tři), programování („Bluetooth Swings Redux“ a „Cry“)
- Joey Maramba – baskytara („Hatred“ a „Bluetooth Swings Redux“)
- Michael Jerome Moore – bicí („Cry“), cajón („Cry“)
- Deantoni Parks – bicí („Bluetooth Swings Redux“)[25]
- Adam Moseley – programování („Cry“)

Technická podpora
- John Cale – produkce (všechny skladby)
- Danger Mouse – produkce (1)
- Adam Moseley – mixing (1, 2, 4, 5, 6, 9, 10), programování (2, 4, 5, 9)
- Mickey Petralia – mixing (3, 7, 8, 11)
- Robin Lynn – programování (6)
- Nita Scott – vedoucí producent
- Dustin Boyer – mixing (12), pomocný producent
- Andy Romanoff – fotografie
- Rob Carmichael, Seen – obal
- Kennie Takahashi – nahrávání (1)
- Todd Monfalcone – nahrávání (1)

## Kritika
Dave Simpson, který album ve scé recenzi pro The Guardian album ocenil čtyřmi z pěti hvězdiček, album přirovnal k tvorbě Davida Byrnea a skupině Wire z osmdesátých let; následně dodal, že jde o „kombinaci životních zkušeností sedmdesátníka s úžasem malého dítěte“. Publicista Tom Komárek svou recenzi pro magazín Rock & Pop zakončil slovy: „Jako by John Cale promlouval přes parazitní zvuky všech televizí, počítačů, reklam a I-podů, co jsou na světě. Jako umělec je stále relevantní.“ Martin Townsend album ve své recenzi pro Daily Express označil za „zvláštní a poněkud krásné“. Tom Howard v recenzi pro NME řekl, že „pro pět písní je to jeho nejlepší album“. Andy Gill v recenzi na album napsal, že ve srovnání s jinými hudebníky, kteří jsou již šest dekád v nahrávacím průmyslu, Cale stále drží krik s vývojem v oblasti popu. Jayson Greene album ve své recenzi pro Pitchfork Media označil za „to, co se občas děje, když se producent ztratí ve studiu a zapomene psát [písně pro] album a z toho důvodu působí Shifty Adventures spíše jako sbírka gadgetů než písní.“ Pavel Zelinka ve své recenzi pro Český rozhlas album kritizoval kvůli nekompatibilitě převažující melancholie a snaze napřímit album košatě popovým směrem. List Sunday Times označil desku za album týdne.

### Hodnocení
- Allmusic [2]
- The Guardian [3]
- Daily Express [4]
- The Independent [53]
- Slant Magazine [56]
- Metro [57]
- Rock & Pop [5]
- Tiny Mix Tapes [58]
- NME [6]
- Loud and Quiet [59]
- PopMatters [60]
- Pitchfork Media [54]
- The Press [61]
- Noripcord [62]
- The Line of Best Fit [63]
- Duke Chronicle [64]
- Chicago Tribune [65]

### Žebříčky
Album se umístilo v belgických žebříčcích Ultratop. Ve valonském na 169. a ve vlámském na 58. místě. V žebříčku Top Heatseekers časopisu Billboard se album umístilo na 44. příčce.